# Aktivkoks
Aktivkoks ist ein Adsorbens auf Kohlenstoffbasis, das in der Regel aus Braun- oder Steinkohle gewonnen wird. Er wird überwiegend zur Abgasreinigung eingesetzt.
Aktivkoks wird durch die Pyrolyse von Braun- oder Steinkohle mit anschließender thermischer Aktivierung gewonnen. Im Vergleich zur Aktivkohle weist Aktivkoks eine geringere spezifische Oberfläche und eine andere Porengrößenverteilung auf; das Volumen an Mikroporen ist geringer, dafür weist Aktivkoks zwei Häufigkeitspeaks bei Meso- und Makroporen auf. Charakteristisch ist ein Porenvolumen von weniger als 25 Kubikzentimeter pro 100 Gramm und eine spezifische Oberfläche von weniger als 400 Quadratmetern pro Gramm. Aufgrund seiner Porenverteilung ist Aktivkoks gut geeignet, um polychlorierte Dibenzodioxine und Dibenzofurane (PCDD/F) abzuscheiden.
Aktivkoks wird häufig dann eingesetzt, wenn eine Regenerierung des Adsorbens nicht möglich ist. Er wird häufig mit Kalkhydrat zu sogenannten Mischsorbentien verarbeitet.